# Baguer-Pican
Baguer-Pican est une commune française située dans le département d'Ille-et-Vilaine en région Bretagne, peuplée de 1 764 habitants.

## Géographie

### Localisation
Baguer-Pican est située en Bretagne, dans le nord du département d'Ille-et-Vilaine, à environ 300 km à l'ouest de Paris.
La commune se trouve notamment à 49 km au nord de Rennes, la capitale bretonne, 27 km au sud-est de Saint-Malo, et 5 km à l'est de Dol-de-Bretagne. Située à environ 6 km de la baie du Mont Saint-Michel, Baguer-Pican est également à 17 km au sud-ouest du Mont Saint-Michel, dans le département voisin de la Manche en Normandie, deux sites inscrits au patrimoine mondial de l'UNESCO.
Administrativement, Baguer-Pican fait partie de la Communauté de communes du pays de Dol et de la Baie du Mont Saint-Michel, du Canton de Dol-de-Bretagne, et appartient culturellement et géographiquement au Pays de Saint-Malo.

### Hameaux, écarts et lieux-dits
- Vaudoré.

### Hydrographie
Pour un article plus général, voir Réseau hydrographique d'Ille-et-Vilaine.
La commune est située dans le bassin Loire-Bretagne. Elle est drainée par le Guyoult, la Banche, le Landal, le canal de la Banche,le Guilloche,,.
Le Guyoult, d'une longueur de 33 km, prend sa source dans la commune de Cuguen et se jette  dans la Manche en limite du Vivier-sur-Mer et de Mont-Dol, après avoir traversé dix communes. 

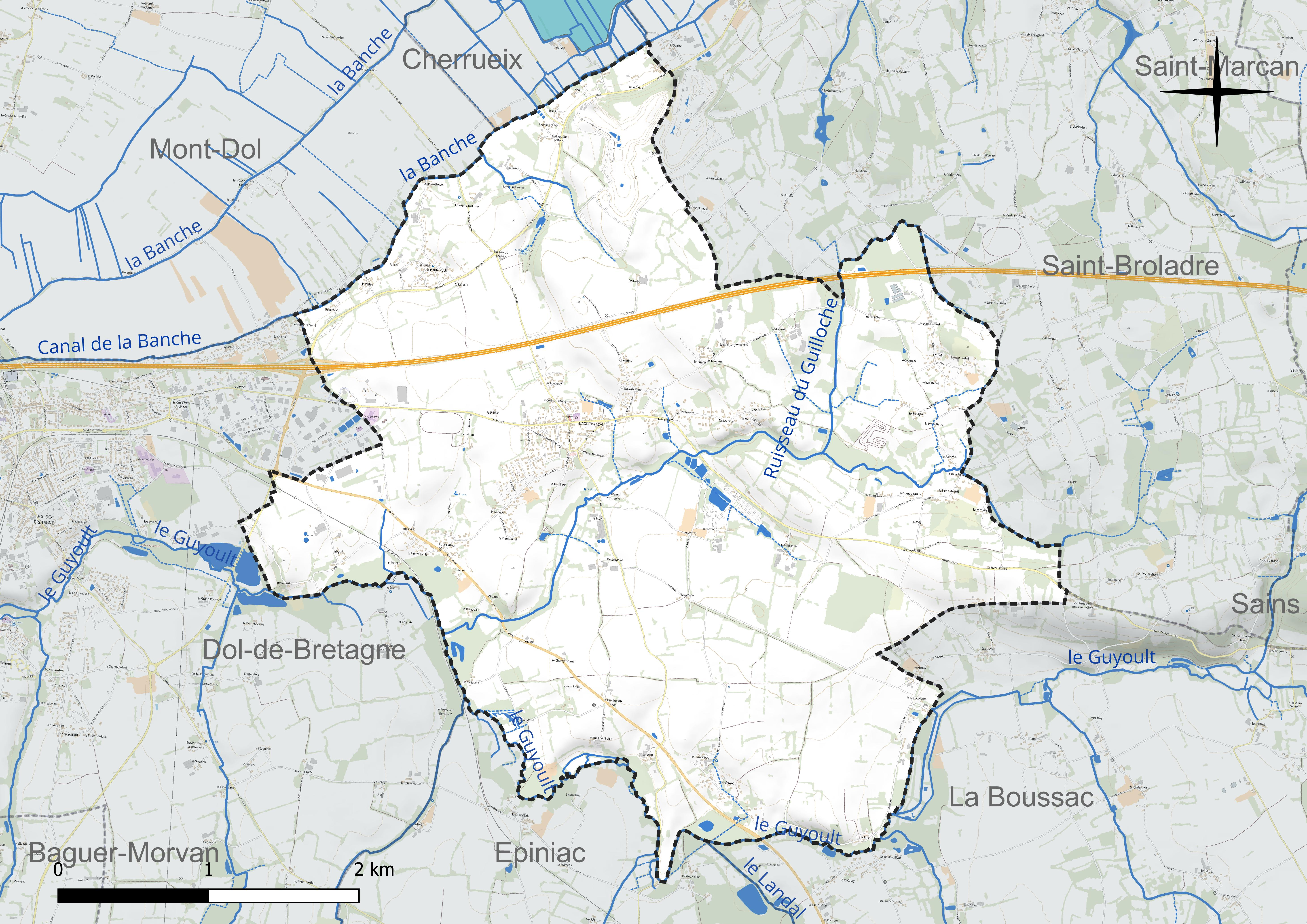
Réseau hydrographique de Baguer-Pican.

La Banche, d'une longueur de 23 km, prend sa source dans la commune de Saint-Marcan et se jette  dans le Guyoult à Mont-Dol, après avoir traversé six communes. 
Le Landal, d'une longueur de 11 km, prend sa source dans la commune de Trémeheuc et se jette  dans le Guyoult sur la commune. 

### Climat
Pour des articles plus généraux, voir Climat de la Bretagne et Climat d'Ille-et-Vilaine.
En 2010, le climat de la commune est de type climat océanique franc, selon une étude du CNRS s'appuyant sur une série de données couvrant la période 1971-2000. En 2020, Météo-France publie une typologie des climats de la France métropolitaine dans laquelle la commune est exposée à un climat océanique et est dans la région climatique  Bretagne orientale et méridionale, Pays nantais, Vendée, caractérisée par une faible pluviométrie en été et une bonne insolation. Parallèlement l'observatoire de l'environnement en Bretagne publie en 2020 un zonage climatique de la région Bretagne, s'appuyant sur des données de Météo-France de 2009. La commune est, selon ce zonage, dans la zone « Intérieur », exposée à un climat médian, à dominante océanique.  
Pour la période 1971-2000, la température annuelle moyenne est de 11,3 °C, avec une amplitude thermique annuelle de 12,2 °C. Le cumul annuel moyen de précipitations est de 764 mm, avec 12,4 jours de précipitations en janvier et 7,1 jours en juillet. Pour la période 1991-2020, la température moyenne annuelle observée sur la station météorologique la plus proche, située sur la commune de Pontorson à 14 km à vol d'oiseau, est de 11,9 °C et le cumul annuel moyen de précipitations est de 821,3 mm,. Pour l'avenir, les paramètres climatiques de la commune estimés pour 2050 selon différents scénarios d'émission de gaz à effet de serre sont consultables sur un site dédié publié par Météo-France en novembre 2022.

## Urbanisme

### Typologie
Au 1er janvier 2024, Baguer-Pican est catégorisée bourg rural, selon la nouvelle grille communale de densité à sept niveaux définie par l'Insee en 2022.
Elle est située hors unité urbaine. Par ailleurs la commune fait partie de l'aire d'attraction de Saint-Malo, dont elle est une commune de la couronne,. Cette aire, qui regroupe 35 communes, est catégorisée dans les aires de 50 000 à moins de 200 000 habitants,.

### Occupation des sols
L'occupation des sols de la commune, telle qu'elle ressort de la base de données européenne d'occupation biophysique des sols Corine Land Cover (CLC), est marquée par l'importance des territoires agricoles (92,8 % en 2018), en diminution par rapport à 1990 (96,3 %). La répartition détaillée en 2018 est la suivante : terres arables (44 %), zones agricoles hétérogènes (24,5 %), prairies (24,3 %), zones urbanisées (3,5 %), mines, décharges et chantiers (2,4 %), zones industrielles ou commerciales et réseaux de communication (1,1 %), forêts (0,3 %). L'évolution de l'occupation des sols de la commune et de ses infrastructures peut être observée sur les différentes représentations cartographiques du territoire : la carte de Cassini (XVIIIe siècle), la carte d'état-major (1820-1866) et les cartes ou photos aériennes de l'IGN pour la période actuelle (1950 à aujourd'hui).

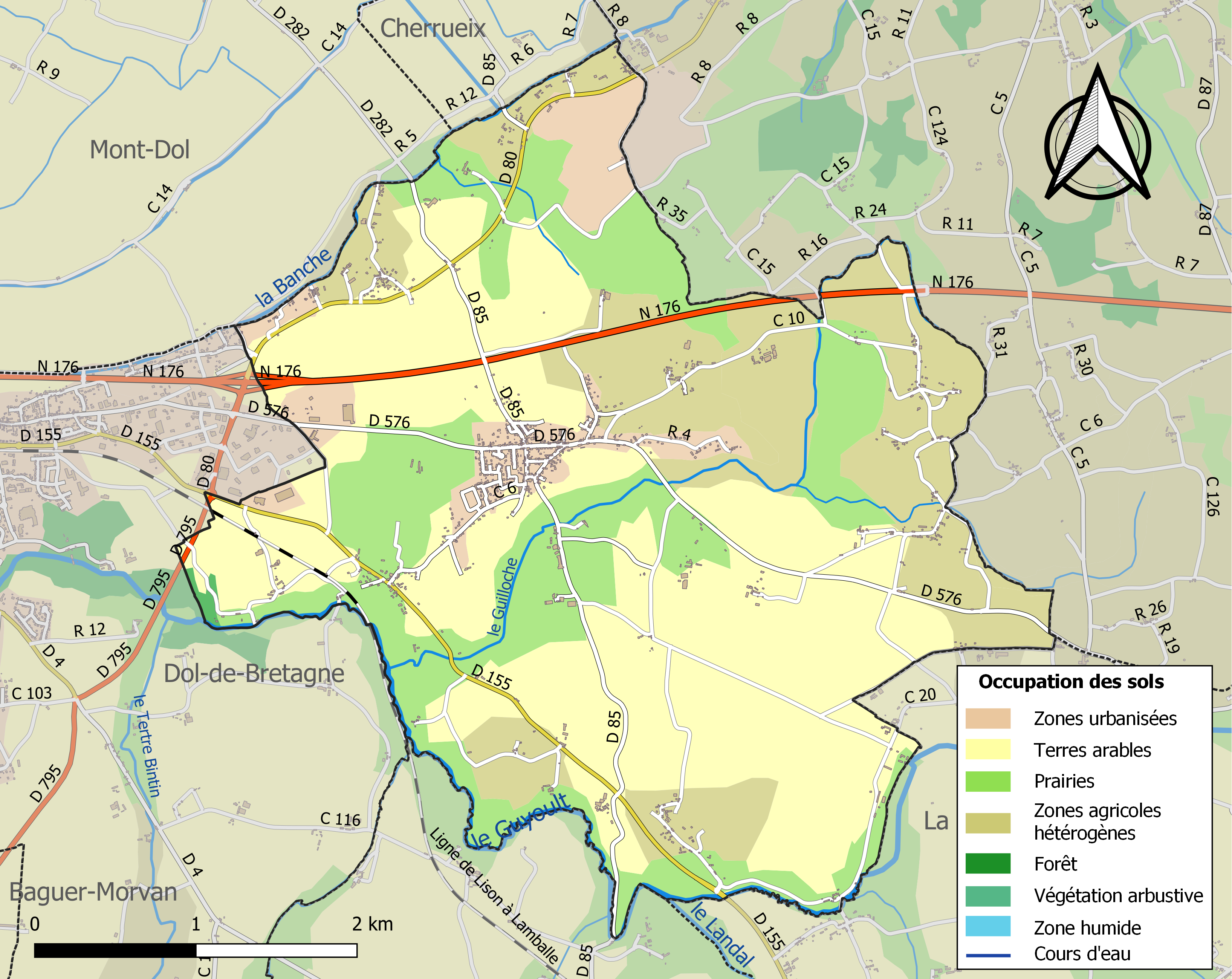
Carte des infrastructures et de l'occupation des sols de la commune en 2018 (CLC).

## Toponymie
Le nom de la localité est attesté sous les formes Ecclesia de Bagar en 1209, Bagar-Picquan au XIVe siècle, Bagne-Pican en 1513.
Baguer viendrait de l'hagionyme bagar et du breton pican qui n'est en aucun cas une déformation du breton Bihan (petit).

## Histoire
La paroisse de Baguer-Pican faisait partie du doyenné de Dol relevant de l'évêché de Dol et était sous le vocable Saint-Martin.
L'abbaye Notre-Dame du Tronchet a le droit de dîmer sur la paroisse. Elle possède en outre le bailliage de Vaudoré qu'elle a aliéné.
La nouvelle église est bénite par Claude-Louis de Lesquen le 29 avril 1833.

## Politique et administration
| Période                                  | Période               | Identité                | Étiquette | Qualité                                     |
| ---------------------------------------- | --------------------- | ----------------------- | --------- | ------------------------------------------- |
| 1945                                     | 1953                  | Julien Jan (1906-1980)  |           | Cultivateur                                 |
| 1953                                     | 1971                  | Jean Collin             |           |                                             |
| 1971                                     | mars 1977             | François Rouault        |           |                                             |
| mars 1977                                | février 1980 (décès)  | Julien Jan (1906-1980)  |           | Cultivateur                                 |
| mars 1980                                | 1987                  | Dominique Rigourd       |           |                                             |
| septembre 1987                           | mars 1991 (démission) | Jean-Baptiste Lemonnier |           | Maire honoraire                             |
| avril 1991                               | mars 2014             | Léon Couvert            |           | Agent EDF                                   |
| mars 2014                                | septembre 2015        | Denise Mainsard         | SE        | Employée administration des ventes          |
| septembre 2015                           | 25 mai 2020           | Michel Coffre           | SE        | Retraité de l'Éducation nationale           |
| 25 mai 2020                              | En cours              | Sylvie Duguépéroux      |           | Secrétaire de direction Éducation nationale |
| Les données manquantes sont à compléter. |                       |                         |           |                                             |

## Démographie
L'évolution du nombre d'habitants est connue à travers les recensements de la population effectués dans la commune depuis 1793. Pour les communes de moins de 10 000 habitants, une enquête de recensement portant sur toute la population est réalisée tous les cinq ans, les populations de référence des années intermédiaires étant quant à elles estimées par interpolation ou extrapolation. Pour la commune, le premier recensement exhaustif entrant dans le cadre du nouveau dispositif a été réalisé en 2007.
En 2022, la commune comptait 1 764 habitants, en évolution de +6,2 % par rapport à 2016 (Ille-et-Vilaine : +5,46 %, France hors Mayotte : +2,11 %).
| 1793  | 1800  | 1806  | 1821  | 1831  | 1836  | 1841  | 1846  | 1851  |
| ----- | ----- | ----- | ----- | ----- | ----- | ----- | ----- | ----- |
| 1 360 | 1 207 | 1 420 | 1 565 | 1 654 | 1 643 | 1 644 | 1 694 | 1 710 |

| 1856  | 1861  | 1866  | 1872  | 1876  | 1881  | 1886  | 1891  | 1896  |
| ----- | ----- | ----- | ----- | ----- | ----- | ----- | ----- | ----- |
| 1 727 | 1 766 | 1 780 | 1 718 | 1 753 | 1 746 | 1 683 | 1 649 | 1 586 |

| 1901  | 1906  | 1911  | 1921  | 1926  | 1931  | 1936  | 1946  | 1954 |
| ----- | ----- | ----- | ----- | ----- | ----- | ----- | ----- | ---- |
| 1 508 | 1 459 | 1 352 | 1 218 | 1 144 | 1 126 | 1 100 | 1 028 | 994  |

| 1962 | 1968 | 1975 | 1982 | 1990 | 1999 | 2006  | 2007  | 2012  |
| ---- | ---- | ---- | ---- | ---- | ---- | ----- | ----- | ----- |
| 960  | 911  | 832  | 873  | 980  | 985  | 1 206 | 1 238 | 1 509 |

| 2017  | 2022  | - | - | - | - | - | - | - |
| ----- | ----- | - | - | - | - | - | - | - |
| 1 681 | 1 764 | - | - | - | - | - | - | - |

## Culture locale et patrimoine

### Lieux et monuments

#### Patrimoine religieux
- Église paroissiale Saint-Martin.

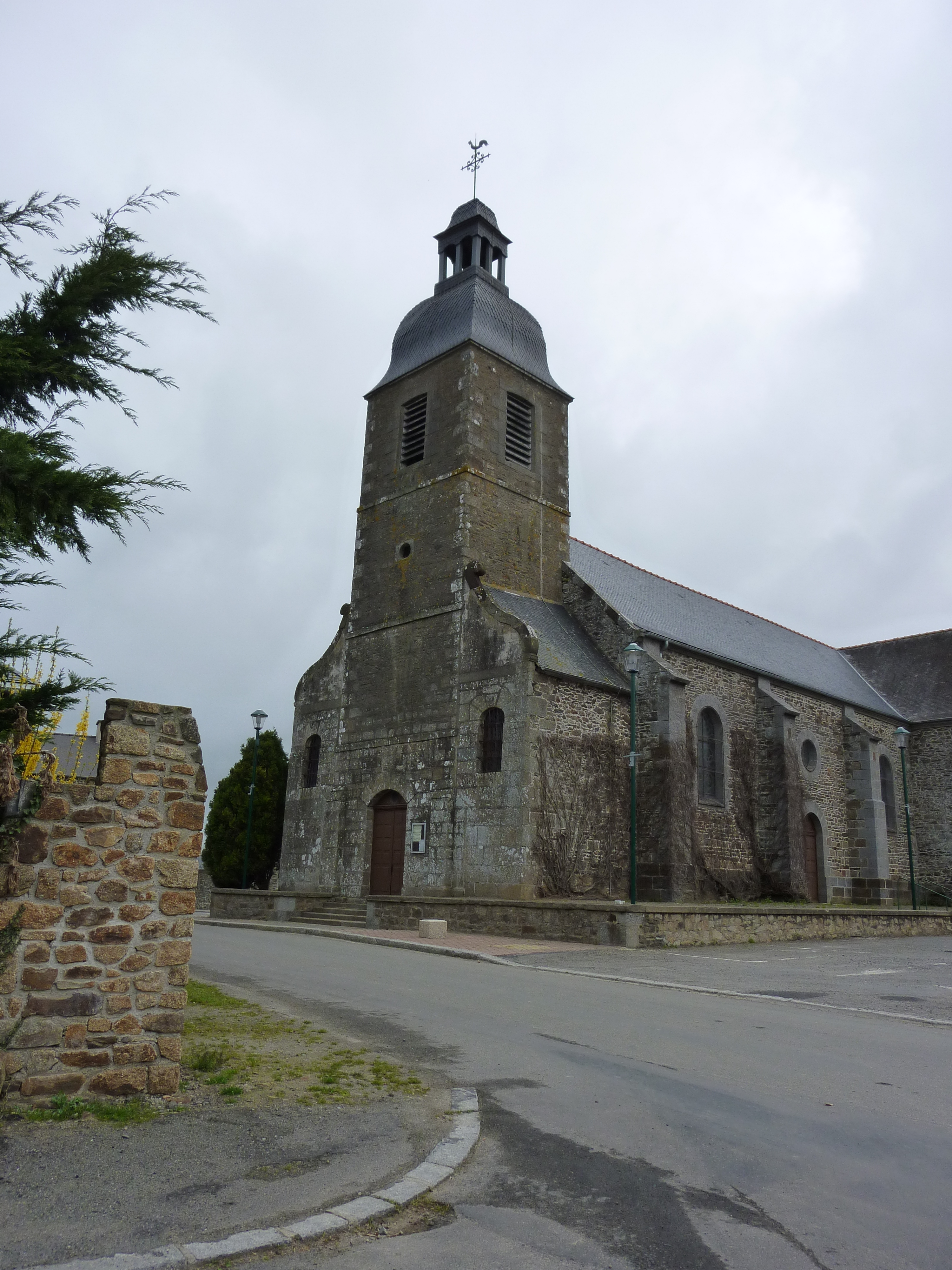
L'église paroissiale Saint-Martin.

- Monument à l'abbé Joseph Morel commémorant sa mort lors de la bataille de Dol le 13 novembre 1793.
- Fontaine Saint-Macaire.

#### Patrimoine civil
- Manoir de la Mancellière (vers 1500)[31].

### Personnalités liées à la commune
- Louis-Clair de Beaupoil de Saint-Aulaire, homme politique, né à Baguer-Pican le 9 avril 1778 et mort à Paris le 13 novembre 1854 (à 76 ans), préfet de la Meuse, préfet de la Haute-Garonne, ambassadeur à Rome en 1831, à Vienne (décembre 1832 - septembre 1841) et à Londres en 1841.
- Jean Hamelin (1916 à Baguer-Pican - 1987), député.